# Veternica (Novi Golubovec)
Veternica is een plaats in de gemeente Novi Golubovec in de Kroatische provincie Krapina-Zagorje. De plaats telt 184 inwoners (2001).